# The Day (EP)
The Day é o extended play de estreia da banda de rock sul-coreana Day6. Ele foi lançado pela JYP Entertainment em 7 de setembro de 2015. O EP é composto em seis faixas originais.

## Lista de faixas
※ Faixas em negrito identificam os singles do EP.
| N.º            | Título                                | Letras         | Música                                 | Arranjo                  | Duração |  |
| 1.             | "Freely" (Free하게)                   | Naru DAY6      | Naru DAY6                              | Naru                     | 3:07    |  |
| 2.             | "Out of My Mind" (이상하게 계속 이래) | DAY6           | Andrew Choi 220 DAY6                   | 220                      | 3:11    |  |
| 3.             | "Congratulations"                     | DAY6           | Hong Ji-sang Lee Woo-min DAY6          | Hong Ji-sang Lee Woo-min | 3:49    |  |
| 4.             | "Habits" (버릇이 됐어)                | mr.cho DAY6    | mr.cho Park Kun-woo DAY6               | mr.cho Park Kun-woo DAY6 | 3:26    |  |
| 5.             | "Like That Sun" (태양처럼)            | Frants DAY6    | Frants DAY6                            | Frants                   | 3:38    |  |
| 6.             | "Colors"                              | mr.cho DAY6    | Hong Jung-pyo mr.cho Park Kun-woo DAY6 | mr.cho Jun Jung-hoon     | 4:17    |  |
| Duração total: | Duração total:                        | Duração total: | Duração total:                         | Duração total:           | 21:28   |  |

## Desempenho nas paradas musicais
| Parada (2016)                           | Melhor posição |
| --------------------------------------- | -------------- |
| South Korean Weekly Album Chart (Gaon)  | 6              |
| South Korean Monthly Album Chart (Gaon) | 12             |
| US World Albums (Billboard)             | 2              |

## Vendas
| Região               | Vendas |
| -------------------- | ------ |
| Coreia do Sul (Gaon) | 12,380 |

## Histórico de lançamento
| Região        | Data                  | Formato             | Gravadora                  |
| ------------- | --------------------- | ------------------- | -------------------------- |
| Coreia do Sul | 7 de setembro de 2015 | Download digital CD | JYP Entertainment KT Music |
| Mundialmente  | 7 de setembro de 2015 | Download digital    | JYP Entertainment          |